# Tesem (Kynologie)

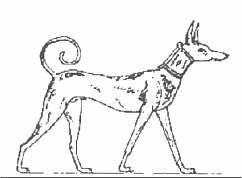
Abbildung auf der Hundestele aus dem Grab von Antef II. um 2065 v. Chr.

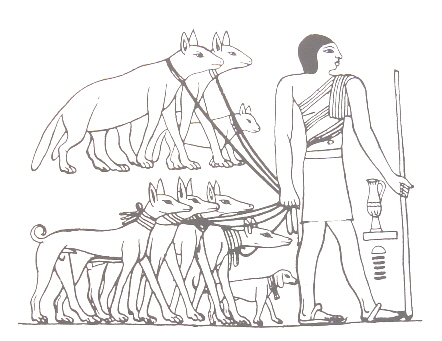
Als Tributzahlung werden dem König Hyänen (oben, erkennbar am Schwanz) und Windhunde überbracht

Als Tesem (von altägyptisch Tjesem ( = ṯzm)) wird in der Kynologie eine Hundeform bezeichnet, die aus Abbildungen aus dem Alten Ägypten erhalten ist. Der leichte, windhundartig gebaute Hund mit Stehohren und Ringelrute ist einer der ältesten bekannten Hundetypen und ähnelt mehreren modernen Hunderassen aus dem Mittelmeerraum, die unter dem Podenco-Typ zusammengefasst werden. Antike Seefahrer, wie zum Beispiel die Phönizier und Karthager, sollen für seine Verbreitung verantwortlich gewesen sein. Insbesondere der Podenco Ibicenco von den Balearen sowie der Kelb tal-Fenek von Malta werden oft als seine Nachfahren betrachtet; letzterer wird von der FCI sogar offiziell als Pharaonenhund (Pharaoh Hound) bezeichnet. Ob es aber tatsächlich eine direkte Verbindung zwischen dem Tesem und diesen modernen Rassen gibt, ist wissenschaftlich nicht belegt. 
Aus der prädynastischen Zeit (4. Jahrtausend v. Chr.) stammt die bislang älteste Darstellung eines ringelschwänzigen, windhundartigen Hundes, die auf einer Schale in Ägypten gefunden wurde. Auch später, zur Zeit der Könige, finden sich immer wieder Darstellungen dieses Hundetyps bei der Gestaltung von Jagdszenen in Gräbern und auf Alltagsgegenständen. Seine Ursprünge könnten in der Sahara liegen, die damals noch nicht überall den heutigen Wüstencharakter hatte, sondern wo Steppen bzw. Savannen vorherrschten und es in Randbereichen vereinzelte Wälder gab. Möglicherweise gehörten dort die noch heute in weiten Teilen Afrikas verbreiteten Pariahunde zu seinen Vorfahren. Der Basenji aus Zentralafrika weist noch heute gewisse Ähnlichkeiten mit dem Tesem auf, beispielsweise die charakteristische Ringelrute.

## Namensproblematik
Die Schreibweise Tesem ist  phonetisch nicht korrekt. In Anlehnung an die ägyptologische Behelfsaussprache müsste der Hund auf Deutsch als Tjesem transkribiert werden (Aussprache: Tschesem); in der wissenschaftlichen Kynologie wird jedoch traditionell die Schreibweise Tesem verwendet.